# 주소 버스
주소 버스(address bus)는 일정한 메모리 번지를 찾는 데 사용되는 신호를 운반하는 컴퓨터 내의 배선 버스이다. 간단히 말해 물리 주소를 지정하는 데 쓰인다.
주소 버스의 대역은 시스템이 할당할 수 있는 메모리의 양을 결정한다. 이를테면 32비트 주소 버스를 지닌 시스템은 232 (4,294,967,296)개의 메모리 위치를 할당할 수 있다. 각 메모리가 하나의 바이트를 보유한다면 할당 가능한 메모리 공간은 4 GiB가 된다.

## 같이 보기
- 메모리 주소